# Evil Dead (comédie musicale)
Pour les articles homonymes, voir Evil Dead.
Evil Dead: The Musical est une comédie musicale inspirée des films d'horreur cultes des années 1980, Evil Dead 1, 2 et 3.

## Synopsis
Cinq jeunes gens s'en vont gaiement passer un weekend dans un vieux chalet perdu au milieu des bois. Mais leur weekend est sérieusement compromis lorsqu'ils libèrent, sans le vouloir, une force démoniaque qui les transforme un à un en zombie et oblige le dernier survivant, Ash, à les découper en morceaux avec la tronçonneuse qui, par un heureux hasard, se trouvait justement dans la cuisine du chalet. Sans parler de la fille du propriétaire du chalet qui arrive au milieu de la nuit avec son fiancé et la solution au problème.

## Présentation
Cette comédie musicale reprend, avec quelques adaptations, la ligne narrative des deux premiers Evil Dead, en y insérant presque toutes les répliques cultes qui ont fait le succès du personnage de Ash après la trilogie. De plus, les protagonistes chantent et dansent sur les chansons écrites et composées spécifiquement pour la pièce, comme l'annonce l'accroche de la pièce sur les affiches : « Death... dismemberment... dance numbers » (« mort... démembrement... numéros de danse »).

## Production
Avec l'approbation de Sam Raimi et Bruce Campbell, une adaptation musicale des films fut jouée une première fois à Toronto, puis à l'édition 2004 du festival Just for Laughs, à Montréal.
Le 2 octobre 2006 eut lieu l'avant-première de la version Off-Broadway, à New-York. Puis, à partir du 1er novembre suivant, la pièce se joua jusqu'à huit fois par semaine au New World Stages, jusqu'au 17 février 2007.
Pour l'anecdote, la première s'est jouée le 14 août 2003, lors de la grande Panne de courant nord-américaine de 2003. La pièce s'est alors jouée en extérieur, les musiciens ont joué les morceaux en acoustique, les bruitages étaient faits à la bouche par les comédiens en coulisse, et lorsque la nuit a commencé à tomber (heureusement assez tard, au Canada au mois d'août), les comédiens ont fini la pièce éclairés par des phares de voitures.
Cette pièce se distingue notamment par l'existence d'une « splatter zone », une zone d'éclaboussure. En effet, fidèle aux films dont elle est tirée, la pièce fait gicler beaucoup de sang (le comédien principal, jouant Ash, finit la pièce couvert de faux sang), y compris sur les spectateurs. Les places des trois premiers rangs sont donc vendues sous l'appellation « splatter zone » et il est recommandé aux spectateurs les ayant achetées de ne pas prévoir leur plus belle tenue. En fait, les fans en sont rapidement venus à s'habiller en blanc pour ramener de dégoulinants souvenirs chez eux. Depuis, des T-shirts blancs arborant « I survived the Splatter Zone » (« J'ai survécu à la zone d'éclaboussure ») sont vendus à l'entrée.
Le 26 juin 2008, le spectacle a fêté sa 300e représentation à Toronto.

## Rumeurs autour d'une adaptation cinématographique
À l'automne 2008, plusieurs sources ont rapporté une rumeur selon laquelle Sam Raimi aurait donné le feu vert au producteur Don Carmody pour une adaptation en 3D de la comédie musicale, avec une grande partie de la distribution originale de la pièce.
George Reinblatt, l'auteur de la comédie musicale, dément ces rumeurs sur la page facebook de la pièce.

## Équipe artistique
Écrit et composé par les canadiens George Reinblatt, Christopher Bond, Frank Cipolla et Melissa Morris, le spectacle est co-mis en scène par Christopher Bond, Tony Winner et Hinton Battle, le « démon de la danse » de l'épisode musicale de Buffy contre les vampires.
Les effets spéciaux et les maquillages sont l'œuvre de Louis Zakarian, qui avait notamment déjà travaillé sur Requiem for a Dream, Dogma et Roméo + Juliette.

### Comédiens
| Rôle              | Toronto 2003 Cast    | New York 2006-07 Cast                                    | Toronto 2007 Cast                              | Toronto 2008 Cast   | Martinez 2008 Cast                                | Martinez 2009 Cast   | Tokyo 2009 Cast  | Calgary 2009 Cast | Austin 2009 Cast   | Louisville 2009 Cast | Michigan 2009 Cast | Vancouver 2009 Cast | Vancouver 2009 Cast | Wilmington 2009 Cast | Duluth 2009 Cast                            | Kansas City 2010 Cast | Buffalo 2010 Cast             | MIT 2010 Cast   | UMD 2010 Cast   | Sterling 2010 Cast | Newport, KY 2010 Cast | Duluth 2010 Cast   | Minneapolis 2010 cast | Corpus Christi, TX 2010 Cast | Fitchburg, MA 2010 Cast |
| ----------------- | -------------------- | -------------------------------------------------------- | ---------------------------------------------- | ------------------- | ------------------------------------------------- | -------------------- | ---------------- | ----------------- | ------------------ | -------------------- | ------------------ | ------------------- | ------------------- | -------------------- | ------------------------------------------- | --------------------- | ----------------------------- | --------------- | --------------- | ------------------ | --------------------- | ------------------ | --------------------- | ---------------------------- | ----------------------- |
| Ash               | Ryan Ward            | Ryan Ward                                                | Ryan Ward                                      | Ryan Ward           | Michael Scott Wells                               | Michael Scott Wells  | Kazumi Morohoshi | Tyler Rive        | David M. Gallagher | Scott Anthony        | Mitchell Koory     | Tyler Rive          | Scott Walters       | Dane Farrell         | Nathan St. Germain                          | Sam Wright            | Casey Denton                  | Christian Hegg  | David Jackson   | Jesse Baskin       | Nate Moster           | Nathan St. Germain | Chris Kind            | Jacob Louis                  | James Gagnon            |
| Cheryl            | Danielle Meierhenry  | Jenna Coker                                              | Rachel Fischer                                 | Alison Smyth        | Jenny Angell                                      | Jenny Angell         | Miho Ohwada      | Jamie Tognazzini  | Corley Pillsbury   | Rebecca Chaney       | Christa Coulter    | Jamie Tognazzini    | Jennifer Neumann    | Colleen Conlon       | Katie Hawkes                                | Chioma Anyanwu        | Maria Droz                    | Priscilla Army  | Diana Tamburri  | Susanna Todd       | Rebecca Wiesman       | Katie Hawkes       | Alex Kotlarek         | Karin Bourie                 | Samantha DeManbey       |
| Linda             | Victoria Nestorowicz | Jennifer Byrne                                           | Tara Macri/ Carly Jones (à partir du 26/06/07) | Dena Chiarcossi     | Meghan Ihle                                       | Meghan Ihle          | Yumiko Takahashi | Lynley Hall       | Kelly Bales        | Keri Baggs           | Leah Darany        | Lynley Hall         | Meghan Anderssen    | Melissa Castillo     | Chani Ninneman                              | Aurelie Roque         | Sara Marioles                 | Karen Hart      | Amanda Roach    | Katie Pond         | Hannah Balash         | Erin Blazevic      | Emily Jabas           | Brandy Calcote               | Paige Beaudoin          |
| Shelly            | Mackenzie Lush       | Renée Klapmeyer/ Christy McIntosh (à partir du 10/02/07) | Sarah Cornell                                  | Tenja Hagenburg     | Ji Kim                                            | Ji Kim               | Catherine Seto   | Rebecca Northan   | Macey Mayfield     | Felicia Corbett      | Jessalyn Brooks    | Cailin Stadnyk      | Meghan Gardiner     | Melissa Baker        | Jen Bergum                                  | Olivia Marsh          | Jenny Kulwicki                | Emily Earle     | Olivia Sahlin   | Gretchen Wright    | Jodi Dunavan          | Ashley Matheson    | Andrea Alioto         | Katie Loftin                 | Desiree Maldonado       |
| Scott             | Matt Olmstead        | Brandon Wardell                                          | Matt Olmstead                                  | Kristian Bruun      | Christopher Mantione                              | Christopher Mantione | Ryuji Kamiyama   | Christian Goutsis | Chris Skillern     | Jason Potts          | Jay Mapile         | Kevin Corey         | Ian Rozylo          | Justin Walsh         | Cory Regnier                                | Noah Whitmore         | Jacque Austin                 | Gregory Cushing | David Meczywor  | Ra'Shawn Durell    | Sean Mize             | Keith Hursey       | Derek Prestly         | Zephaniah Pease              | Justin Perro            |
| Ed                | Pat Brown            | Tom Walker                                               | Christian Bellsmith                            | Trevor Martin       | Lowell Abellon                                    | Lowell Abellon       | Ryoji Morimoto   | Guilly Urra       | David Ponton       | Herschel Zahnd III   | Jeff Bobick        | Guilly Urra         | Matthew Graham      | Brooks Banker        | Anders Hultstrom                            | Ethan Miller          | Zachary Haumesser             | Zachary Barryte | Andrew Guidetti | Sean Cafferky      | Jeff Surber           | Anders Hultstrom   | Thomas Karki          | Ryan Alan Bennett            | Alex Norton             |
| Annie             | Ashley Callaghan     | Renée Klapmeyer/ Christy McIntosh (à partir du 10/02/07) | Sarah Cornell                                  | Tenja Hagenburg     | Alexandra Creighton                               | Casi Maggio          | Catherine Seto   | Rebecca Northan   | Helen O'Keefe      | Valerie Hopkins      | Jessalyn Brooks    | Cailin Stadnyk      | Meghan Gardiner     | Cristina Perachio    | Minden J. Anderson                          | Olivia Marsh          | Jenny Kulwicki                | Danbee Kim      | Sandra Cardoso  | Laura Fontaine     | Michelle Grove        | Minden Hultstrom   | Christine Karki       | Monica Cathleen Flores       | Angela Szymcik          |
| Le caribou        | Tim Evans            | Tom Walker                                               | Trevor Martin                                  | Trevor Martin       | Paul Plain                                        | Paul Plain           |                  | Daniel Mallett    | Jason Vines        | Herschel Zahnd III   | Jeff Bobick        | Daniel Mallett      | Erik Gow            | Jim Fuerst           | Ric Stevens                                 | Ethan Miller          | Zachary Haumesser             | Helen O'Keefe   | Andrew Olivia   | Stephen Wheeler    | Bryan Franke          | Ric Stevens        | Andrew Newman         | Emiliano Casiano             | Ian Vincent             |
| Jake              | Daniel Krolik        | Darryl Winslow                                           | Mike "Nug" Nahrgang                            | Mike "Nug" Nahrgang | Corey Lenkner/ Todd Carver (à partir du 10/07/08) | Corey Lenkner        | Kenichi Ukon     | Bruce Horak       | Matt Connely       | Shawn Slone          | Tym Falk           | Bruce Horak         | Mat Baker           | Jason Webb           | Ric Stevens                                 | Dana Joel Nicholson   | Christopher Andreana          | Brad Smith      | Evan Demarzo    | Glen Bartram       | Bryan Franke          | Ric Stevens        | Ryan Grimes           | Fernando Fernandez           | Nicholas Imbimbo        |
| Figurant          | Tim Evans            | Ryan Williams                                            | Trevor Martin                                  | Tim Porter          | Greg Asdourian                                    | Greg Asdourian       |                  | Daniel Mallett    | Jason Vines        | Neil Brewer          |                    | Daniel Mallett      | Erik Gow            |                      | Jantzen Payne, April Carey & George Spelvin |                       | Adam Kreutinger & Sean Murphy | Stever Robbins  | Chris Donahue   |                    | Matthias Resetarits   |                    | Andrew Newman         | Kelly Rea                    | Tom Ryan                |
| Fantôme de Knowby | Tim Evans            | Brandon Wardell                                          | Trevor Martin                                  | Tim Porter          | Paul Plain                                        | Paul Plain           | Kenichi Ukon     | Daniel Mallett    | Jason Vines        | Neil Brewer          |                    | Daniel Mallett      | Erik Gow            |                      | George Spelvin                              |                       | Adam Kreutinger               | Stever Robbins  | Chris Donahue   | Stephen Wheeler    | Sean Mize             |                    | Andrew Newman         | Emiliano Casiano             | Tom Ryan                |

## Musiciens

### 2006 Off-Broadway
| Instrument                 | Musicien               |
| -------------------------- | ---------------------- |
| Conduite/Piano             | Daniel Feyer           |
| Guitare/Banjo              | Jake Schwartz          |
| Bass (seulement sur le CD) | Matt Scharfglass       |
| Batterie/Percussions       | Brad "Gorilla" Carbone |

### Musiciens du spectacle original de 2003 à 2006
| Instrument                    | Musicien            |
| ----------------------------- | ------------------- |
| Conduite/Batterie/Percussions | Frank Cipolla       |
| Piano/Claviers                | A.K. Dionne         |
| Guitare                       | Sal Guzzo           |
| Bass                          | Dan "Banger" MacKay |
| Trompette                     | Adam Sneyd          |
| Trombone                      | Ian Tate            |

### Musiciens du spectacle de 2010, au Texas
| Instrument           | Musicien           |
| -------------------- | ------------------ |
| Conduite/Claviers    | Michael Kris Perez |
| Guitare              | Paul Teltschik     |
| Bass                 | Derek Galvan       |
| Batterie/Percussions | Sevy DeLeon        |

## Morceaux joués et chantés dans la pièce

### De 2003 à 2006
Premier acte
1. "Cabin in the Woods" - Ash, Linda, Scott, Shelly, Cheryl
2. "Housewares Employee" - Ash, Linda
3. "It Won't Let Us Leave" - Cheryl
4. "Look Who's Evil Now" - Cheryl, Shelly
5. "What the Fuck Was That?" - Ash, Scott
6. "Join Us" - Cheryl, le Caribou
7. "Good Old Reliable Jake" - Jake
8. "I'm Not a Killer" - Ash

Deuxième Acte
1. "I'm Not a Killer (Reprise)" - Ash
2. "Bit-Part Demon" - Ed
3. "All the Men in My Life Keep Getting Killed by Candarian Demons" - Annie
4. "Do the Necronomicon" - Les démons
5. "It's Time" - Tous
6. "Hail to the King" - Tous

### 2006 à maintenant
Premier Acte
1. "Cabin in the Woods" - Ash, Linda, Scott, Shelly, Cheryl
2. "Housewares Employee" - Ash, Linda
3. "It Won't Let Us Leave" - Cheryl
4. "Look Who's Evil Now" - Cheryl, Shelly
5. "What the Fuck Was That?" - Ash, Scott
6. "Join Us" - Cheryl, le Caribou et les esprits du chalet
7. "Good Old Reliable Jake" - Jake, Annie, Ed
8. "Housewares Employee (Reprise)" - Ash, Linda
9. "I'm Not a Killer" - Ash

Deuxième Acte
1. "I'm Not a Killer (Reprise)" - Ash
2. "Bit-Part Demon" - Ed
3. "All the Men in My Life Keep Getting Killed by Candarian Demons" - Annie, Ash, Jake
4. "Ode to an Accidental Stabbing" - Jake, Annie, Cheryl
5. "Do the Necronomicon" - Les démons
6. "It's Time" - Tous
7. "We Will Never Die" - Les démons
8. "Blew That Bitch Away" - Tous

## Album
Un CD regroupant les chansons de la version 2006 chantées par les comédiens a été enregistrée en décembre 2006 et mis en vente le 2 avril 2007 chez Time Life Records.